# Vriesea seideliana
Vriesea seideliana é uma espécie de planta do gênero Vriesea e da família Bromeliaceae. 

## Taxonomia
A espécie foi descrita em 1986 por Wilhelm Weber. 

## Forma de vida
É uma espécie epífita e herbácea. 

## Descrição
| Caule                                 | Caule                   |
| ------------------------------------- | ----------------------- |
| propagação vegetativa                 | por broto lateral       |
| Folha                                 |                         |
| roseta                                | infundibuliforme        |
| forma da lâmina                       | linear                  |
| largura da lâmina                     | 1                       |
| Inflorescência                        |                         |
| tipo de ramificação                   | simples                 |
| posição                               | subereta                |
| posição das flores na raque           | dística                 |
| posição das flores na antese          | ereta                   |
| posição das flor                      | não secunda             |
| ápice das brácteas florais            | encurvado               |
| carena das brácteas florais           | em todo o dorso         |
| cor das brácteas florais              | vermelha                |
| Flor                                  |                         |
| forma da pétala                       | linear                  |
| forma do apêndice da pétala           | agudo                   |
| cor da pétala                         | amarela com ápice verde |
| posição dos estames fauce da corola   | exserto                 |
| posição do pistilo e estame na antese | desconhecida            |

## Conservação
A espécie faz parte da Lista Vermelha das espécies ameaçadas do estado do Espírito Santo, no sudeste do Brasil. A lista foi publicada em 13 de junho de 2005 por intermédio do decreto estadual nº 1.499-R. 

## Distribuição
A espécie é encontrada nos estados brasileiros de Bahia e Espírito Santo. 
Em termos ecológicos, é encontrada no domínio fitogeográfico de Mata Atlântica, em regiões com vegetação de floresta ombrófila pluvial.